# Меляне
Мѐляне е село в Северозападна България. То се намира в община Георги Дамяново, област Монтана.

## География
Село Меляне се намира на около 22 km западно от град Монтана, в планински район.
През него преминава река Огоста. Районът е карстов и има много пещери. Разположено е в полите на западния Предбалкан, в подножието на върх Шурданица. Мястото е неописуема смесица от планина, равнина, гора, чист въздух и кристално чиста изворна вода. Въздухът в селото се смята за уникален поради затвореността на селото в хълмовете и се препоръчва за отдих на болни от астма.
Административно е включено в община Георги Дамяново и се намира на около 2 – 2,5 km нагоре по течението на реката. Между двете села се намира Лопушанският манастир. Би могло да се твърди, че община Георги Дамяново е екологично най-чистия район в Република България. Това се дължи на факта, че в нея няма нито едно предприятие, което да замърсява околната среда.

## История

### Заселване
Първоначално селището се е намирало в землището западно от днешното място на селото, между двата дола, и се е наричало Чирпан-Меляне. При голямо наводнение след поройни дъждове селото е било отнесено. След време жители от други села го възобновяват.
Стари заселници са били:
- Бауринците – от село Баурене, община Криводол, Врачанско;
- Янкови и Джаджови – от село Славиня, Пиротско в Сърбия;
- Йоцинци – от село Горна Вереница;
- Ковачите от село Главановци (Област Монтана) и
- Данинци – от село Еловица (Област Монтана).

През 1860 г. в селото са заселени и черкези, които през 1877 г. са избягали заедно с турците. През 1607 г. е записано в турските регистри като Меляни, а през 1666 г. – Милина с 12 къщи.

### Имена
Предполага се, че името му произхожда от старата славянска дума „мел“, което значи „ронлива скала“ от варовик, какъвто има много в района на селото.
За името на селото има и други версии. Според стари хора името произлиза от думата „меляк“ – диалектна дума, която означва „тръни“, понеже селото било заобиколено с търнища. Според други идва от „мел“ – диалектна дума, означаваща хмел, който е растял в околностите. Трети предполагат, че името идва от няколкото воденици, които са били построени на минаващата през селото река Огоста. Тези воденици меляли брашно и на другоселци. Интересно е, че в България няма друго село с това име.

## Население
1880 г. – 506 души; 1900 г. – 580 души; 1934 г. – 636 души; 1956 г. – 543 души; 1972 г. – 400 души; 1975 г. – 493 души; 1985 г. – 356 души; 1986 г. – 416 души; 1987 г. – 417 души.; 2012 г. – 157 души;

## Забележителности
На около 1 – 1,5 km от с. Меляне, по посока към с. Георги Дамяново, при отклонението на пътя за с. Помеждин, се намира Лопушанският манастир.
На мястото на сегашния Лопушански манастир някога е имало друг, построен още през Второто българско царство и впоследствие напълно разрушен по време на турското нашествие. Една легенда гласи, че в манастирската воденица на р. Огоста често са се подслонявали хайдути. Един ден баща и дъщеря тръгнали от близкото село към манастира. По пътя ги подгонил турчин и те намерили убежище в манастирската воденица, където се намирал и войводата Огнян. Турчинът стигнал до воденицата и се нахвърлил върху девойката. В този момент Огнян изскочил от скривалището си и забил брадва в тила му. Заровили трупа в говеждия тор зад сградата, но за зла участ кучето на турчина станало свидетел на цялата случка. То се върнало в Берковица и започнало да вие пред къщата на стопанина си. Разбрали, че се е случило нещо лошо с него, близките му тръгнали след кучето, което ги завело до воденицата. Започнали да ровят торището и открили трупа на убития. Разярени, турците подпалили манастира и изклали монасите. Само един от тях успял да се спаси с бягство в Сърбия. Тази случка по-късно става основа на описаното в първите глави на „Под игото“ от Иван Вазов, който е работил като съдия в Берковица.
През землището на селото е минавал римски път, който е свързвал Рим с Константинопол, но сега тези места са запустели.
Основен поминък е бил бъчварството. Преди време ТКЗС-то бе направило в селото цех (фабрика) за производство на бъчви и бурета. Сега този цех не функционира, но все още може да откриете в селото майстор, който да направи хубаво буре, бъчва или каца.

## Редовни събития
Традиция е съборът на селото да е на 28 август – на църковния празник „Успение на Св. Дева Мария Богородица“ (по стар стил).
След 2012 г. е решено сборът да се провежда през последната събота от август.

## Личности
В селото живее и твори художникът Чавдар Антов.

## Други
В селото се отглежда известният в миналото „мелянски боб“, който се разварява лесно и е много вкусен.
Между селото и Лопушанския манастир (до реката) има извор, който е с постоянен дебит и е с постоянна температура. Преди години местното ТКЗС изгради до този извор рибарник, в който се отглеждаше пъстърва за консумация и имаше инкубатор-развъдник на малки пъстърви. От него се зарибяваха с американска пъстърва много водоеми в България. Сега този рибарник е частна собственост.
1. ↑  www.grao.bg